# Dactylochelifer pallidus
Dactylochelifer pallidus är en spindeldjursart som beskrevs av Beier 1963. Dactylochelifer pallidus ingår i släktet Dactylochelifer och familjen tvåögonklokrypare. Inga underarter finns listade i Catalogue of Life.